# António Carlos Callixto
António Carlos Callixto (Serpa, 3 de Fevereiro de 1831 - Serpa, 8 de Dezembro de 1879) foi uma das mais destacadas figuras do associativismo no Alentejo em meados do século XIX. Fundou em 1855 a Associação Serpense de Socorros Mútuos, com um conjunto de artesãos locais e outros ideólogos do mutualismo. Professor primário, foi descrito por José Maria da Graça Affreixo como "o primeiro dos artistas serpenses por aptidão literária" e ainda como alguém que se impunha "à classe proprietária por uma superior actividade intelectual que esta não manifestava."
Em 1873, António Carlos Callixto seria também um dos fundadores do Grémio Artístico Progressista, colaborando também regularmente com a imprensa regional e nacional. Pouco antes da sua morte, é publicado o livro "Pequenos e Grandes", uma peça teatral sobre as vicissitudes de uma companhia de teatro itinerante. "Descanso do Operário", um livro preparado pelo autor mas deixado inédito em vida, seria finalmente publicado pela Câmara Municipal de Serpa em 2005, por ocasião dos 150 anos da fundação da Associação Serpense de Socorros Mútuos.

## Obras
- Pequenos e Grandes (1879)
- Descanso do Operário (2005)